# Monaster św. Mikołaja w Nikoło-Malicy
Monaster św. Mikołaja – prawosławny męski klasztor we wsi Nikoło-Malica w obwodzie twerskim, podlegający eparchii twerskiej.
Monaster św. Mikołaja w Nikoło-Malicy został założony w czasie rządów cara Fiodora III, między rzekami Malicą i Meżurką. Działał do 1675, gdy w pożarze zniszczony został cały kompleks budynków klasztornych. Przetrwała jedynie ikona św. Mikołaja ze świętymi Borysem i Glebem. Fakt ocalenia wizerunku ze zniszczeń został uznany za cud i przyczynił się do szybszej odbudowy klasztoru. Już w roku następnym Grigorij Owcyn ufundował pięciokopułową cerkiew Chrystusa Wszechmiłującego w miejsce dawnej drewnianej świątyni monasterskiej. W drugiej połowie XVIII w. zakończono budowę murowanych budynków mieszkalnych. Popularność klasztoru jako celu pielgrzymek wzrosła po 1742, kiedy przed ikoną Chrystusa Zbawiciela miała zostać uzdrowiona hrabina Maria Szuwałowa. Po 1751 monaster został przebudowany w stylu rosyjskiego baroku. Całość kompleksu budynków zajmowała prostokąt 138,5 na 85 metrów, otoczony murem z czterema basztami w narożnikach. W jego centralnym miejscu znajdował się główny sobór, do którego przylegał budynek z celami mnichów. Na początku XX w. obszerne zabudowania zamieszkiwało jednak zaledwie 8–10 zakonników.
Po rewolucji październikowej mnisi zostali zmuszeni do opuszczenia klasztoru, zaś jego wyposażenie zostało zniszczone lub rozkradzione. Dalsze losy większości zakonników nie są znane. Kolejne straty budynki monasterskie poniosły w czasie II wojny światowej, jesienią 1941. Obiekt został zaadaptowany na potrzeby miejscowego kołchozu. Zniszczone zostały resztki wyposażenia klasztoru oraz wszystkie (poza jednym) nagrobki na cmentarzu mnichów.
Rosyjski Kościół Prawosławny odzyskał zabudowania monasteru św. Mikołaja dopiero po upadku ZSRR. Reaktywacja życia mniszego w Nikoło-Malicy nastąpiła w 2008 dekretem arcybiskupa twerskiego i kaszyńskiego Wiktora (Olejnika). Pierwszym przełożonym odrodzonego klasztoru został hieromnich Borys (Tułupow).
W 2008 trwał remont i odbudowa kompleksu budynków monasterskich, w tym cerkwi Opieki Matki Bożej. Wspólnotę monastyczną tworzy przełożony oraz dwóch posłuszników.